# Abarema villifera
Abarema villifera é uma espécie de legume da família das Leguminosae encontrada no Brasil e Venezuela.

## Sinônimos
- Pithecellobium villiferum Ducke
- Pithecolobium villiferum Ducke